# Zachary Scerri
Zachary Scerri (8 marzo 1996) è un calciatore maltese, centrocampista del Gżira Utd.

## Carriera

### Club
Muove i suoi primi passi nelle giovanili dell'Hibernians, che nel 2016 lo cede al Gżira Utd. Il 26 giugno 2018 esordisce nelle competizioni europee contro il Sant Julià (0-2 per i maltesi), incontro preliminare valido per l'accesso alla fase a gironi di UEFA Europa League, subentrando al 62' al posto di Nikolai Muscat.

### Nazionale
Ha giocato nelle nazionali giovanili maltesi Under-19 ed Under-21.

## Statistiche

### Presenze e reti nei club
Statistiche aggiornate al 7 gennaio 2023.
| Stagione            | Squadra             | Campionato          | Campionato | Campionato | Coppe nazionali | Coppe nazionali | Coppe nazionali | Coppe continentali | Coppe continentali | Coppe continentali | Altre coppe | Altre coppe | Altre coppe | Totale | Totale |
| Stagione            | Squadra             | Comp                | Pres       | Reti       | Comp            | Pres            | Reti            | Comp               | Pres               | Reti               | Comp        | Pres        | Reti        | Pres   | Reti   |
| ------------------- | ------------------- | ------------------- | ---------- | ---------- | --------------- | --------------- | --------------- | ------------------ | ------------------ | ------------------ | ----------- | ----------- | ----------- | ------ | ------ |
| 2013-2014           | Hibernians          | PL                  | 3+1        | 0          | CM              | 0               | 0               | UEL                | 0                  | 0                  | SM          | 0           | 0           | 4      | 0      |
| 2014-2015           | Hibernians          | PL                  | 0          | 0          | CM              | 1               | 0               | UEL                | 0                  | 0                  | -           | -           | -           | 1      | 0      |
| 2015-2016           | Hibernians          | PL                  | 5          | 0          | CM              | 0               | 0               | UCL                | 0                  | 0                  | SM          | 0           | 0           | 5      | 0      |
| ago. 2016           | Hibernians          | PL                  | 1          | 0          | CM              | 0               | 0               | UEL                | 0                  | 0                  | -           | -           | -           | 1      | 0      |
| Totale Hibernians   | Totale Hibernians   | Totale Hibernians   | 9+1        | 0          |                 | 1               | 0               |                    | 0                  | 0                  |             | 0           | 0           | 11     | 0      |
| ago. 2016-2017      | Gżira Utd           | PL                  | 29         | 2          | CM              | 1               | 0               | -                  | -                  | -                  | -           | -           | -           | 30     | 2      |
| 2017-2018           | Gżira Utd           | PL                  | 21         | 0          | CM              | 1               | 0               | -                  | -                  | -                  | -           | -           | -           | 22     | 0      |
| 2018-2019           | Gżira Utd           | PL                  | 25         | 0          | CM              | 4               | 1               | UEL                | 4                  | 0                  | -           | -           | -           | 33     | 1      |
| 2019-2020           | Gżira Utd           | PL                  | 18         | 1          | CM              | 1               | 1               | UEL                | 4                  | 0                  | -           | -           | -           | 23     | 2      |
| 2020-2021           | Gżira Utd           | PL                  | 1          | 0          | CM              | 0               | 0               | -                  | -                  | -                  | -           | -           | -           | 1      | 0      |
| 2021-2022           | Gżira Utd           | PL                  | 19+4       | 0          | CM              | 3               | 0               | UECL               | 4                  | 0                  | -           | -           | -           | 30     | 0      |
| 2022-2023           | Gżira Utd           | PL                  | 15         | 1          | CM              | 0               | 0               | UECL               | 6                  | 0                  | -           | -           | -           | 21     | 1      |
| Totale Gżira United | Totale Gżira United | Totale Gżira United | 128+4      | 4          |                 | 10              | 2               |                    | 18                 | 0                  |             | -           | -           | 160    | 6      |
| Totale carriera     | Totale carriera     | Totale carriera     | 142        | 4          |                 | 11              | 2               |                    | 18                 | 0                  |             | 0           | 0           | 171    | 6      |

## Palmarès

### Club

#### Competizioni nazionali
- Campionato maltese: 1

Hibernians: 2014-2015
- Supercoppa di Malta: 1

Hibernians: 2015